# Marek Weber
Marek Weber (24 octobre 1888 – 9 février 1964) est un violoniste et chef d'orchestre allemand.

## Biographie

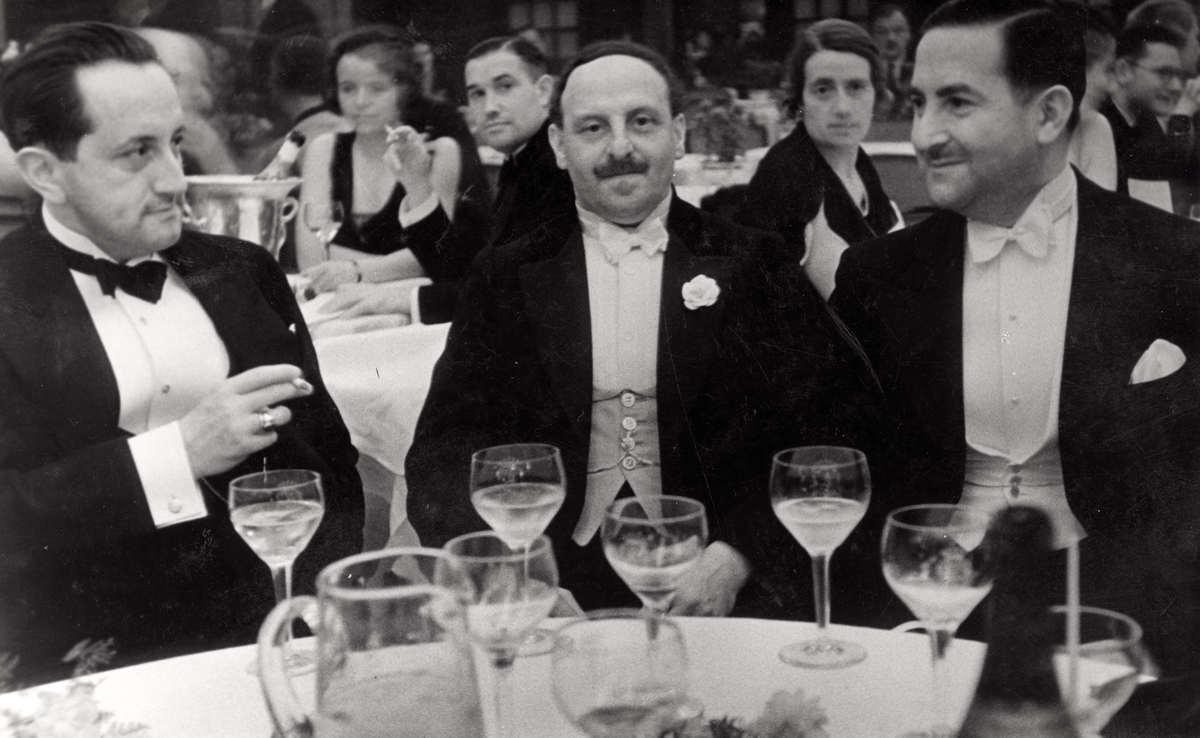
Rudolf Mengelberg, Gerrit van Weezel et Marek Weber en 1932.

Marek Weber naît à Lemberg (dans l'Empire austro-hongrois) et déménage en 1906 à Berlin et étudie au Conservatoire Stern. Il fonde son propre orchestre à 20 ans. En 1914 il devient le chef d'orchestre résident du prestigieux Hôtel Adlon. Au début des années 1920 son orchestre et lui, commencèrent à réaliser des enregistrements. Tout d'abord pour la Carl Lindström Company (en) (sous le label Parlophon), puis pour Deutsche Grammophon. En 1926, il signe avec le nouveau label Electrola et il y resta attaché durant le reste de sa carrière en Allemagne dans un répertoire de polka, valse, tango, foxtrot, etc. Pendant cette période il était un des artistes les plus éminents d'Europe, avec Paul Godwin, Efim Schachmeister, Ben Berlin et Dajos Béla. Au début des années 1930 Weber, de façon occasionnelle, compose des musiques de film, mais il est reste principalement associé à la vie nocturne berlinoise.
Les goûts musicaux de Weber étaient conservateurs, et pendant les premières années, son orchestre était connu pour jouer des valses viennoises, des two-steps et d'autres styles sobres. Il détestait le jazz et ses tendances anarchiques. Cependant, en tant que chef d'orchestre, il devait intégrer des styles modernes dans son programme et laisser place occasionnellement à des solos de jazz. Mais chaque fois que son groupe se lançait dans un morceau de jazz, il s'écartait ostensiblement du podium pour aller boire un verre au bar. En dépit de son dégoût personnel pour le style nouveau, son groupe contenait plusieurs des  meilleurs jazzmen d'Allemagne, notamment les trompettistes Arthur Briggs et Rolf Goldstein, le pianiste Martin Roman et le joueur de banjo Mike Danzi. Parmi les chanteurs, il y avait Leo Monosson et Austin Egen.
En tant que juif allemand, Weber faisait partie des compositeurs exclus de la Chambre de la musique du Reich (Reichsmusikkammer). À partir de 1933, ses compositions ont été classées dans la catégorie « musique dégénérée » (Entartete Musik). Fin 1932, il quitte l'Allemagne, en passant par Londres pour rallier les États-Unis. Présenté comme le « Roi de la valse à la radio », il devient un incontournable de NBC Red Network.
Après la Seconde Guerre mondiale, il se retire du monde du spectacle et achète un ranch. Il lègue sa collection personnelle de violons à l’École de musique de l'Université de l'Indiana. Il meurt à Chicago à l'âge de 77 ans. 
Après sa mort, sa veuve Anna établi une bourse à son nom, pour deux violonistes (un homme et une femme).

## Discographie
- Marek Weber : l'enchanteur (enregistrements 1929–33, "Joyaux de la musique de divertissement" ILD 642156)[4],[5]
- Kurt Weill, Die Dreigroschenoper (extr.), Mahasong (Enregistrement Electrola, avril 1928[6], Capriccio)
- German tango bands 1925-1939, A media luz, Continental tangos, Mirala, Sündig und süss, Pacion criollan... (Harlequin) (OCLC 52725695)
- Orchestre Marek Weber, Crazy words, Crazy tune... (Enregistrements de 1926 à 1932, Jube Musikproduktion Die goldene ara deutscher tanzorchester LC 02582)

## Lien contextuel
- Musique légère

## Source
- (en) Cet article est partiellement ou en totalité issu de l’article de Wikipédia en anglais intitulé « Marek Weber » (voir la liste des auteurs).